# آلفرد شلپی
آلفرد شلپی (انگلیسی: Alfred Schläppi; ۳۰ ژانویهٔ ۱۸۹۸ – ۱۵ آوریل ۱۹۸۱) ورزشکار بابسلد اهل سوئیس بود.